# Eois noctilaria
Eois noctilaria är en fjärilsart som beskrevs av William Schaus 1901. Eois noctilaria ingår i släktet Eois och familjen mätare. Inga underarter finns listade i Catalogue of Life.